# E-Bibliothek Gesundheitskompetenz
E-Bibliothek Gesundheitskompetenz ist der Name eines Webportals, das vom Deutschen Netzwerk Gesundheitskompetenz betrieben wird und Fachinformationen zur Gesundheitskompetenz anbietet. Mit seinem Angebot wendet sich das Portal an Personen aus Forschung und Praxis im Kontext von Gesundheitsversorgung, Patientenorientierung, Gesundheitsbildung, Gesundheitsförderung sowie an thematisch Interessierte in Deutschland, Österreich und der Schweiz.

## Inhalt und Technik
Recherchiert werden können Fachartikel, Buchkapitel und Stellungnahmen zur Gesundheitskompetenz. Technische Grundlage ist das Literaturverwaltungssystem Zotero.
Der Zugang zu den Dokumenten erfolgt über Links zu den herausgebenden Verlagen und Organisationen (etwa Hochschulen) oder zu bekannten Datenbanken wie z. B. PubMed.
Gesucht werden kann über das Datenbank-Suchsystem und in Themensammlungen. Aktuell (Ende Mai 2024) sind etwa 5600 Volltexte auf Deutsch oder Englisch über das Portal erreichbar.

## Geschichte
Im Jahr 2020 gründete das DNGK mit der E-Bibliothek Gesundheitskompetenz die erste deutschsprachige Virtuelle Fachbibliothek zur Gesundheitskompetenz. Über das Portal war bis 2023 eine umfangreiche Sammlung evidenzbasierter Gesundheits- und Patienteninformationen zugänglich.
Seit Mai 2024 wird die E-Bibliothek als Recherche-Portal für Fachliteratur genutzt.